# Пол Вілан
Пол Ніколас Вілан (англ. Paul Nicholas Whelan; нар. 5 березня 1970, Оттава, Канада) — громадянин США, колишній морський піхотинець, засуджений в Росії у 2020 році за звинуваченням у шпигунстві.

## Біографія
Народився в Канаді у сім'ї ірландського походження, яка на початку 1960-х років перебралася з Великої Британії до Канади у пошуках роботи. На початку 1970-х років сім'я перебралася до США, і школу Пол Вілан закінчував в американському штаті Мічиган. У нього крім громадянства США є також громадянства Канади, Ірландії та Великої Британії.
Після школи Пол служив у поліції, а у 2001 році став IT-фахівцем у кадровій компанії Kelly Services. У 2003 році він узяв відпустку на п'ять років і проходив службу в резерві Корпусу морської піхоти США, де обіймав адміністративно-господарські посади. Але в січні 2008 року його було засуджено військовим трибуналом за кількома пунктами звинувачення, пов'язаними з розкраданнями, а потім звільнено з лав збройних сил США. Після цього він продовжив роботу в Kelly Services, де у 2010 році його підвищили до старшого менеджера з безпеки. Він працював у Kelly Services до 2016 року, а потім перейшов на посаду директора з глобальної безпеки та розслідувань у компанію з виробництва автокомплектуючих BorgWarner.
З 2006 року Вілан періодично відвідував Росію. Він вивчав російську мову, вів сторінку в соціальній мережі «ВКонтакте», де спілкувався з російськими друзями.
22 грудня 2018 року Вілан знову прилетів до Москви та оселився у готелі «Метрополь». Його брат повідомив, що Пол прибув до Москви на весілля колишнього товариша по службі, який збирався одружитися з росіянкою. 28 грудня 2018 року його було затримано співробітниками ФСБ у своєму готельному номері при отриманні від співробітника російських спецслужб USB-накопичувача. За даними слідства, у записах, що містяться на ньому, йшлося про співробітників одного з підрозділів служби економічної безпеки ФСБ. Сам Вілан після затримання заявив, що розраховував отримати від знайомого в номері «Метрополя» «флешку» з фотографіями церков із Сергієвого Посаду, де він відпочивав разом із російським офіцером, своїм старим другом.

## Звинувачення і суд
Вілан звинуватили в Росії у шпигунстві. За версією звинувачення, Вілан був кадровим розвідником США, який збирав у Росії секретні відомості та намагався вербувати співробітників ФСБ та міністерства оборони. Сам Вілан свою провину заперечував, стверджуючи, що ніколи не мав жодного відношення до американських спецслужб, а став жертвою провокації у зв'язку з боргом у розмірі близько 100 тис. руб., який його давній знайомий, оперативник ФСБ, нібито не захотів йому віддавати.
Після арешту Вілан неодноразово скаржився на здоров'я та на те, що йому не надають медичної допомоги. Наприкінці травня 2020 року йому було зроблено термінову операцію з видалення грижі. Посольство США в Москві назвало цю операцію «запізнілою»: за словами прессекретаря посольства Ребекки Росс, її провели, тільки коли стан Вілана став «критичним».
У червні 2020 року Московський міський суд визнав Уілана винним у шпигунстві та засудив його до 16 років позбавлення волі. Він був направлений для відбування покарання у виправну колонію суворого режиму ІЧ-17 у Мордовії.
Після вироку державний секретар США Майк Помпео заявив, що Сполучені Штати обурені рішенням російського суду засудити Пола Вілана. «Ми серйозно стурбовані тим, що Вілан був позбавлений гарантій справедливого судового розгляду», — сказав він. За словами Помпео, російська влада «поставила під загрозу» життя Пола Вїлана, «ігноруючи наявність у нього захворювань». Помпео сказав: «Поводження російської влади з Полом продовжує викликати жах, і ми вимагаємо його негайного звільнення». За словами адвокатів Пола Вілана, після його затримання їм казали, що його можуть обміняти на Віктора Бута, який відбував з 2012 по 2022 роки. термін в американській в'язниці за звинуваченням у незаконних угодах зі зброєю та фінансуванні тероризму.

### Звільнення
1 серпня 2024 року Вілан разом із Еваном Гершковичем був випущений на волю в рамках міжнародного обміну полоненими.